# Leuker

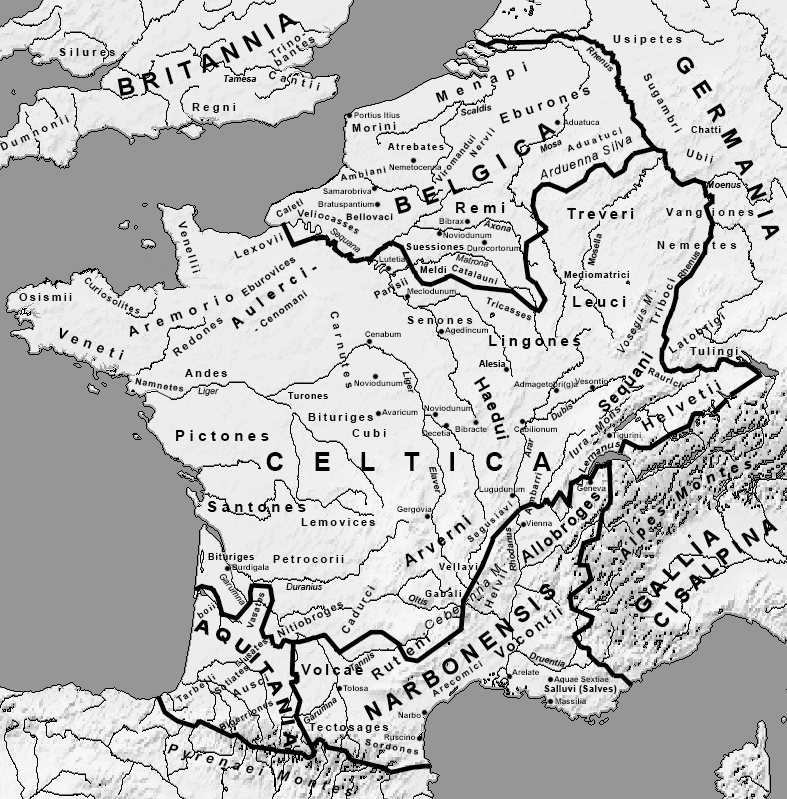
Siedlungsgebiet der Leuker, Kartenmitte rechts

Die Leuker (lat. Leuci) waren ein keltischer Stamm im Gebiet des heutigen Ostfrankreichs. In diesem Kerngebiet der Latènekultur waren sie Nachbarn der Mediomatriker, Treverer, Triboker und Lingonen.
Auf dem Donon, einem Berg in den Vogesen, befand sich ein (Mercurius-)Heiligtum, um welches eine lose Stammeskonföderation zu dessen Schutz und Kult bestand (entsprechend der klassischen Amphiktyonie). Eine Interpretatio Romana des (unbekannten) göttlichen Stammesgründers oder der Lokalgottheit als Mercurius wäre deshalb möglich. In der Mitte des Kultortes befand sich eine 6,35 m tiefe trichterförmige Opfergrube, früher als ein Heroengrab vermutet.
Hauptorte der Leuker waren Tullum (Toul), Messinum (Messein) und Nasium (Naix-aux-Forges).
Die Leuker prägten Münzen. Einige Exemplare der sogenannten Potinmünzen wurden im Goldmünzschatz aus Riegel und am Keltenwall Donnersberg gefunden.

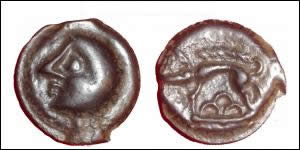
Avers: tête coupée
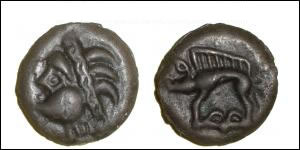
Avers: Kopf mit drei Zopfsträngen
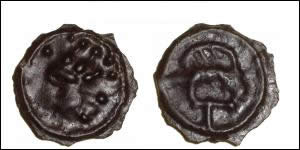
Avers: Feldzeichen

Am Revers ist jeweils ein Eber mit aufgestelltem Borstenkamm zu sehen.